# 季刊コミックアゲイン
『季刊コミックアゲイン』（きかんコミックアゲイン）は、日本出版社がかつて発行していた漫画雑誌。

## 概要
『Peke』『月刊コミックアゲイン』（みのり書房）の実質的な後継誌で、ニューウェーブ系の読み切り作品を多く掲載（一部再録作品もあり）。1984年8月夏号、1984年11月秋号、1985年2月冬号、1985年5月春号の4号で休刊した。編集人は第一期コミックアゲイン二人目の編集人中原研一（別名・大山金太）、編集者に高取英が名を連ね、高取が担当したふくやまけいこが『葎座』のあとがきで、高取の当時の似顔絵を描いている。
また、さくまあきらを選者に迎えて新人漫画家発掘企画「アゲイン漫画スクール」を開設。ニノチカ・ひろゆき（第1回・第2回入選・全ページ掲載）、ひのもとはじめ（第1回選外・1ページのみ掲載）、イラストレイターのウッディ・荒井（第1回選外・1ページのみ掲載、第2回入選・全ページ掲載）らを発掘した。

## 掲載作品

### 連載
- DOUGHNUT☆BOX （いしいひさいち） 1984年8月夏号 - 1985年2月冬号
- 人外魔境 （いしかわじゅん） 1984年11月秋号 - 1985年2月冬号
- 毎日大学生日記 （寺島令子） 1984年11月秋号 - 1985年2月冬号
- 助平とはどおゆう事か （ひさうちみちお）1984年11月秋号 - 1985年2月冬号

### アゲイン漫画スクール受賞作
第1回 （1985年2月冬号）
- 時計屋の娘 SEKUNDEN ZEIGER GENT TICK TICK TICK （ニノチカ・ひろゆき）
- ミス・オンリー・ロンリー （森陽子）

第2回 （1985年5月春号）
- 月猫郵便結社 （ニノチカ・ひろゆき）
- 個人的理由 （ウッディ・荒井）
- 夏の終りに… （三条朝吉）

### 読み切り
1984年8月夏号
- 鎖 （吾妻ひでお）
- 二流の人 フリーエディター編 （安西水丸）
- レスラー （いがらしみきお）
- 労働するパンクス （内田春菊）
- 会話の途中 （蛭子能収）
- AMEN CORNER （奥平イラ）
- 道草 （川崎ゆきお）
- かわいそうなねえさん （柴門ふみ）
- 前夜 （杉浦日向子）
- 影のメルヘン （千之ナイフ）
- シンデレラパンプス （谷口敬）
- おしり 漫画おしり型録或いはマニアの為のおしり作家当てクイズ （夏目房之介）
- 夏色の力まかせ （なんきん）
- SHE'S SO FINE （PIPER ROLLY）
- 父の愛 （はだみちとし）
- 日本の一番ジャングルな日 （ひさうちみちお）
- 遊人utoPIA （藤原カムイ）
- 少女椿 特別縮刷版 （丸尾末広）
- MID SUMMER NIGHT'S DREAM （宮西計三）
- 離婚密着24時間 離婚はワキからこっそり盗み見てはイケナイ （やまだ紫）
- 誰か故郷を想はざる （吉田光彦）

1984年11月秋号
- 暗い日曜日（吾妻ひでお）
- 悩み （蛭子能収）
- 土の下の兵士の憂鬱 （奥平イラ）
- 鳥葬の谷 （川崎ゆきお）
- 花火 （坂口尚）
- 猫の森にはかえれない （桜沢エリカ）
- 術 （杉浦日向子）
- 魔女よ天まで （千之ナイフ）
- 紅 （谷口敬）
- 夢の夢 （つちはしとしこ）
- 少女マンガにおける浮遊物型録 （夏目房之介）
- 無差別漫画 （なんきん）
- 時への挑戦 （はだみちとし）
- 理髪店主のかなしみ （ひさうちみちお）
- 発酵 （藤原カムイ）
- After School Cleaning （堀内満里子）
- ...IF I DIE, I DIE （宮西計三）
- アイエル （やまだ紫）
- ささなみのアケロン （湯田伸子）
- 迷い路地 （吉田光彦）

1985年2月冬号
- きのこの部屋 （吾妻ひでお）
- メリークリスマス （泉晴紀）
- 友情と愛 （蛭子能収）
- Night and Day （沢田としき）
- ファンタジーナイト （千之ナイフ）
- WOMEN'S ISLAND （高橋葉介）
- シトロンの花咲くところ （谷口敬）
- ELIKA （田森庸介）
- 不思議な本屋 （つちはしとしこ）
- 葎座 （ふくやまけいこ）
- RAEGA. （外園昌也）
- Platonics （宮西計三）
- 読書狂の地獄 （湯田伸子）
- どんくさ頭巾 （レオナルド・いも）

1985年5月春号
- 貯蓄するパンクス （内田春菊）
- 血の河 （蛭子能収）
- 色えんぴつ（坂口尚）
- CRAZY BOY COMING （沢田としき）
- 吸血の薔薇園 （千之ナイフ）
- 針女（高橋葉介）
- フィーマン（竹沢タカ子）
- プリーツ （谷口敬）
- 眠れる森の美女 （田森庸介）
- 手紙 （つちはしとしこ）
- 恥ずかしいけどがんばります （二階堂茂）
- 冬の台風 （はだみちとし）
- ラグナ通信 （外園昌也）
- Go to School in the Morning （堀内満里子）
- 鉄腕ちよ子 （レオナルド・いも）